# Mma Ramotswe détective
Mma Ramotswe détective (The No. 1 Ladies' Detective Agency dans l'édition originale en anglais) est un roman policier d'Alexander McCall Smith, initialement publié en 1998. C'est le premier des romans mettant en scène le personnage de Mma Ramotswe.

## Résumé
Precious Ramotswe — Mma Ramotswe selon les usages ayant cours au Botswana — fait le choix, après l'échec de son premier mariage, d'aller de l'avant et de se lancer dans la profession de détective privé, jamais exercée jusque-là par une femme au Botswana. Afin d'expliciter son ambition, elle donne à l'agence qu'elle crée le nom d'« Agence no 1 des dames détectives » et engage pour la seconder, pour les tâches administratives, de secrétariat et de réception du public, Grace Makutsi (Mma Makutsi).
Si elle ne dédaigne pas le travail de réflexion, elle se fie avant tout aux observations qu'elle fait lors de ses déplacements sur le terrain, qui sont l'occasion, pour Alexander McCall Smith, de décrire les charmes de ce pays et de ses habitants.
Parallèlement à ses activités de détective, Mma Ramotswe cultive également une histoire d'amour avec Mr J.L.B. Matekoni, propriétaire du garage Twokleng Road Speedy Motors, à proximité immédiate des bureaux de l'agence de détective.

## Éditions

### Éditions imprimées
- (en) Alexander McCall Smith, The No. 1 Ladies' Detective Agency, Édimbourg, Polygon Books, 1998, 256 p. (ISBN 978-0-7486-6252-4)
- (fr) : Alexander McCall Smith (trad. Élisabeth Kern), Mma Ramotswe détective, Paris, 10/18, coll. « Grands détectives » (no 3753), 2003, 249 p. (ISBN 978-2-264-03601-8, BNF 39074783)

### Livres audio
- (en) Alexander McCall Smith (auteur) et Lisette Lecat (narratrice), The No. 1 Ladies' Detective Agency, Recorded Books, avril 2002 (ISBN 978-1-4025-4535-1)
- (en) Alexander McCall Smith (auteur) et Adjoa Andoh (narratrice), The No. 1 Ladies' Detective Agency, Recorded Books, 13 novembre 2003 (ISBN 978-1-4055-0001-2)[3].